# Aleksei Komarov
Aleksei Komarov (rus: Алексей Филиппович Комаров)  (Moscou, 10 de desembre de 1921 - Moscou, 10 de maig de 2013) fou un remer rus que va competir sota bandera soviètica durant les dècades de 1940 i 1950. Per la seva participació a la Segona Guerra Mundial va rebre diferents condecoracions militars.
El 1952 va prendre part en els Jocs Olímpics d'Estiu de Hèlsinki, on guanyà la medalla de plata en la prova del vuit amb timoner del programa de rem.
En el seu palmarès també destaquen tres medalles d'or al Campionat d'Europa de rem en la prova del vuit amb timoner, el 1953, 1954 i 1955. El 1954 guanyà la Grand Challenge Cup de la Henley Royal Regatta. A nivell nacional guanyà onze campionats soviètics, dos en dos sense timoner (1949 i 1950), un en el quatre sense timoner (1950), un en quatre amb timoner (1951) i set en el vuit amb timoner (1946-47, 1949, 1952-1954 i 1956).